# کودتای ۲۰ ژوئیه

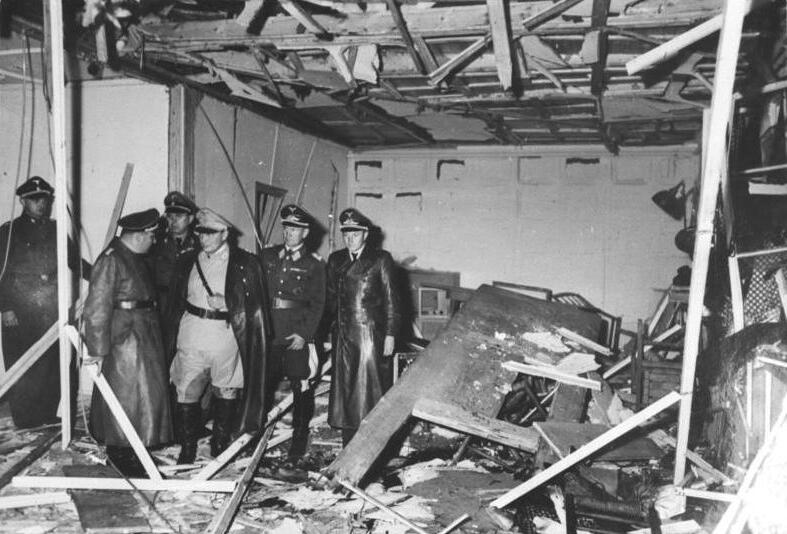
محل انفجار بمب

کودتای ۲۰ ژوئیه ۱۹۴۴، تلاش تعدادی از افسران ارتش آلمان برای حذف آدولف هیتلر و جلوگیری از شکست آلمان در جنگ جهانی دوم بود. در این کودتا با طرح‌ریزی نقشه‌ای، کلاوس فون اشتاوفنبرگ افسر ستاد ارتش آلمان نازی اقدام به بمبگذاری در مقر نظامی هیتلر در جبهه شرقی به نام آشیانه گرگ کرد. هیتلر در این ترور آسیبی ندید. به عقیدهٔ کودتاگران، به دلیل برخی سیاست‌های غلط هیتلر در سال‌های آخر جنگ، آلمان نازی رو به سقوط بود.

## پیش زمینه

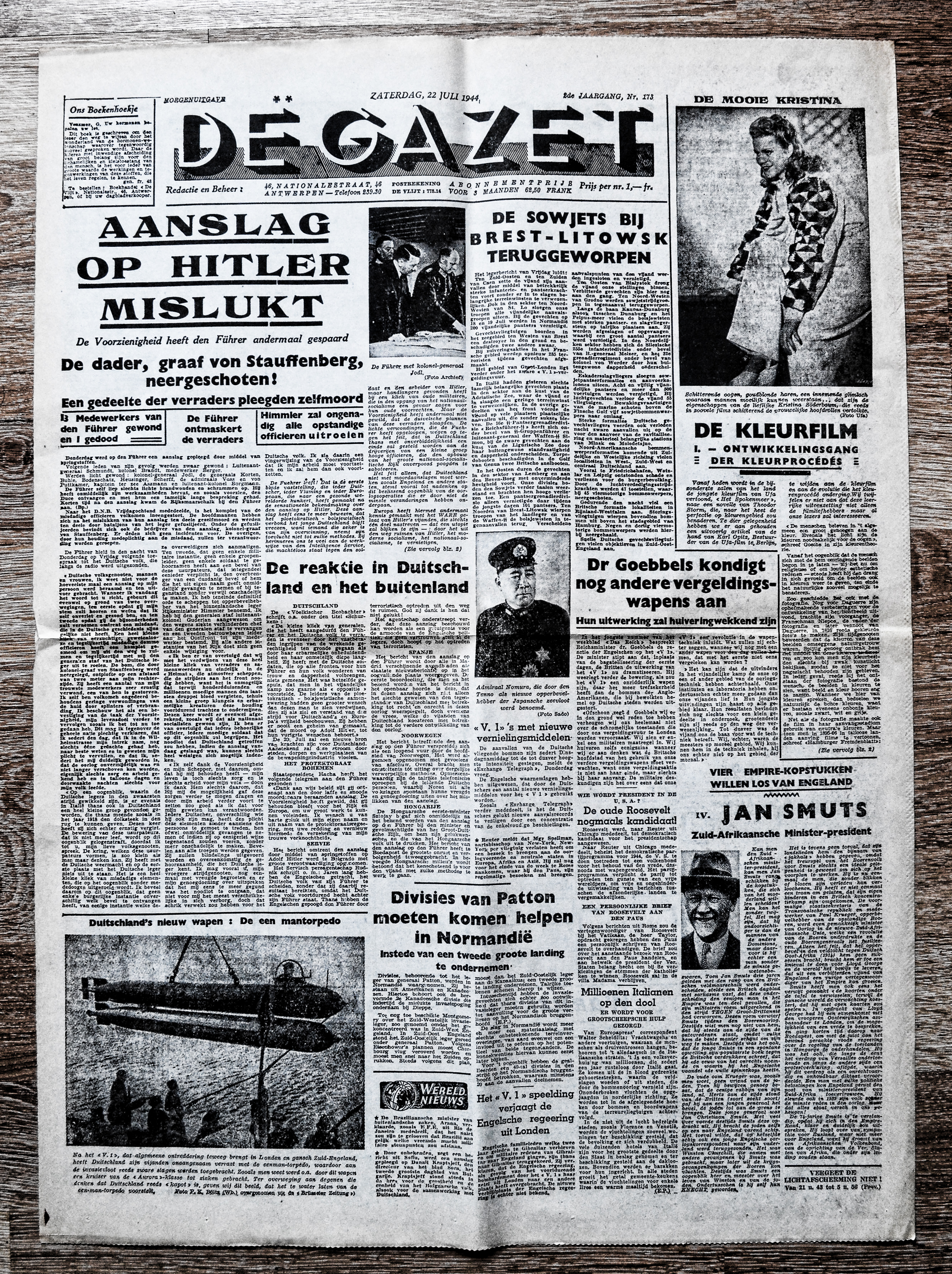
کودتای ۲۰ ژوئیه ۱۹۴۴ در روزنامه دگازت

از آغاز سلطه هیتلر بر آلمان گروه‌های مختلفی در ارتش آلمان در مخالفت با او شکل گرفته بودند. فعالیت این گروه‌ها به دلیل هراس آن‌ها از کشیده شدن دوباره آلمان به جنگ جهانی در ۱۹۳۸ و در پی تهدیدات هیتلر علیه چکسلواکی به اوج رسید. اما قرارداد مونیخ و تصرف بدون خونریزی چکسلواکی به افزایش محبوبیت هیتلر کمک کرد و بسیاری از این گروه‌ها از تلاش برای جایگزینی هیتلر منصرف شدند. از سال ۱۹۴۲ و پس از شکستهای ارتش آلمان در شوروی و شمال آفریقا، به دلیل پافشاری هیتلر بر ادامه جنگ، فعالیت این گروه‌ها در راستای حذف هیتلر دوباره از سرگرفته شد. هدف اصلی این گروه‌های از حذف فیزیکی هیتلر این بود که هیتلر از سال ۱۹۳۴، نظامیان را به یادکردن سوگند وفاداری به خودش وادار کرده بود و بسیاری از نظامیان سرپیچی از فرمانهای هیتلر را خلاف شرف و آیین نظامیگری می‌دانستند؛ در نتیجه این گروه‌ها به این نتیجه رسیده بودند که برای نجات آلمان به ناچار باید به صورت فیزیکی او را حذف کنند.

## بمبگذاری
مهم‌ترین عملیات این گروه‌ها، تلاش آن‌ها برای حذف هیتلر در بیست ژوئیه ۱۹۴۴ از طریق انفجار بمب در جلسه مذاکره هیتلر در راستنبرگ بوده‌است. راستنبرگ (که اکنون جزئی از لهستان هست) در پروس شرقی قرار داشت. قرارگاه هیتلر در راستنبرگ، وولفز شانزه (آشیانه گرگ) نام داشت و هیتلر از آن جهت هدایت عملیات جبهه شرقی (نبرد با روسیه) استفاده می‌کرد. سفر هوایی بین برلین و راستنبرگ حدود دو ساعت و نیم زمان می‌برد. قرارگاه وولف شانزده دارای پناهگاه‌های زیر زمینی ضدهوایی بود، اما در روز انفجار بمب، جلسه در ساختمانی ساده بر روی زمین برگزار شده بود.
در طی این واقعه، کلنل ون اشتافنبرگ کیفی حاوی بمب را در زیر میز مذاکره قرار داده و به بهانه مکالمه تلفنی از جلسه خارج شد و پس از انفجار بمب با هواپیما به سوی برلین بازگشت.

فاصله حدودی شرکت‌کنندگان جلسه نسبت به بمب پیش از انفجار

1. آدولف هیتلر
2. آدولف هویزینگر
3. گونتر کورتن
4. هاینتس برنت
5. کارل بدنشاتس
6. هاینتس وایتسنگر
7. رودولف اشمونت
8. هاینریش بورگمان
9. والتر بوله
10. کارل یسکو فون پوتکامر
11. هاینریش برگر
12. هاینتس آسمان
13. ارنست یون فون فرایند
14. والتر شرف
15. هانس‌اریس فس
16. اتو گونشه
17. نیکولاوس فون بلو
18. هرمان فگلاین
19. هاینتس بوشهلتس
20. هربرت بوشس
21. فرانتس فن سنلاینتنر
22. والتر وارلیمونت
23. آلفرد یودل
24. ویلهلم کایتل

### زنده ماندن هیتلر
با وجود صدمه فراوان به ساختمان جلسه مذاکره، هیتلر توانست بدون آسیب جدی از بمب‌گذاری نجات پیدا کند. دلایل متعددی برای زنده ماندن او مطرح شده‌است. از طرفی بمب مورد استفاده فاقد ترکش بود و از طرفی دیگر بازبودن پنجره‌های ساختمان محل مذاکره به دلیل گرم بودن هوا از شدت انفجار کاسته بود. همچنین یکی از شرکت کنندگان، کیف حاوی بمب را از نزدیکی هیتلر به پشت پایه چوبی بزرگ میز مذاکره جابجا کرده بود که بسیاری معتقدند باعث نجات جان هیتلر در این واقعه شده بود.

## کودتا در برلین
طبق نقشه کودتا، ارتش ذخیره آلمان موظف شده بود که با استفاده از پوشش عملیات والکری ایستگاه‌های رادیویی و مراکز مخابراتی را تصرف کند، افراد مهم دولت نازی از قبیل گوبلز را دستگیر کرده و اس اس را خلع سلاح کند. عملیات والکری را سران کودتا از جمله هنینگ فن ترشکو، تحت عنوان استفاده از ارتش ذخیره برای سرکوب شورش داخلی در آلمان به تصویب هیتلر رسانده بودند.

### شکست کودتا
ارتباطات مخابراتی محل جلسه در راستنبرگ تنها به‌طور موقت با برلین قطع شده بود و مقامات نازی در برلین به سرعت توانستند از سلامت هیتلر اطمینان پیدا کنند. در ضمن تعلل مقامات ارتش ذخیره برای اجرای اقدامات کودتا تا قبل از بازگشت ون اشتافنبرگ به برلین، موجب شد که جمع کوچکی از نیروهای پلیس برلین بتواند ضد کودتایی اجرا کند و عوامل کودتا را دستگیر نموده و از ادامه کودتا ممانعت به عمل آورد. بسیاری از نیروهای ارتش آلمان در فرانسه که با کودتاگران همکاری داشتند، اقدام به دستگیری سران اس اس در فرانسه کرده بودند که با شکست کودتا مجبور به آزاد کردن این افراد شدند و خود به عنوان خائن دستگیر و محاکمه شدند.

### نتایج کودتا
در پی شکست کودتا و با بازجویی شدید دستگیرشدگان، بیشتر عوامل شرکت‌کننده و طراح کودتا شناسایی شده و در دادگاه‌هایی به نام دادگاه مردمی (به آلمانی: Volksgerichtshof) محاکمه شده و اعدام شدند. اعتقاد بر این هست که بیش از ۷۰۰۰ نفر در جریان این پاکسازیها اعدام شدند. دامنه پاکسازی به افراد مهم ارتش آلمان، همچون فیلد مارشال رومل، فون ویتزلبن و ون کلوگه نیز رسید.

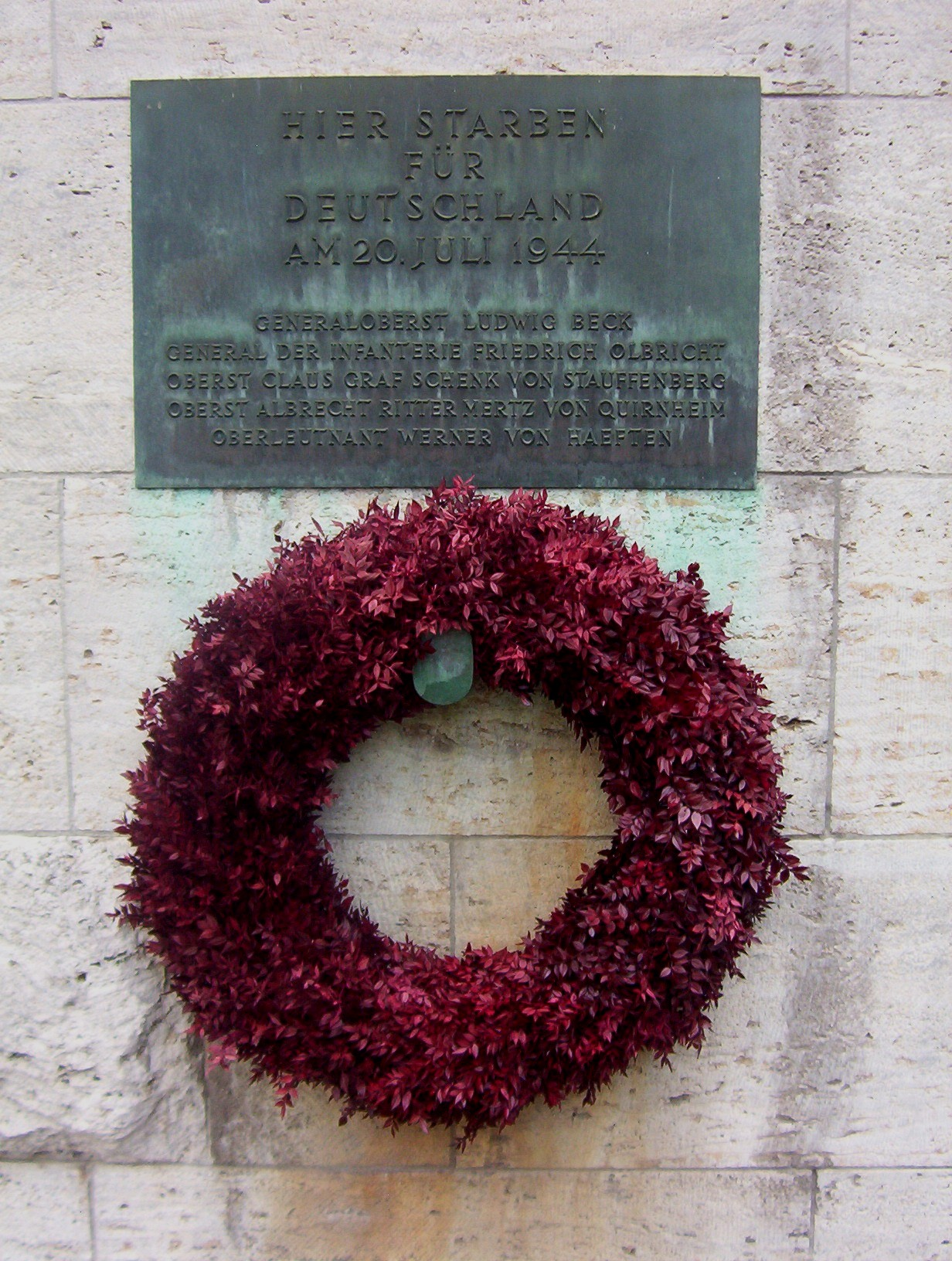
لوح یادبود و تاج گل برای نظامیان شرکت کننده در کودتای ۲۰ ژوئیه در برلین